# الانسحاق العظيم
الانسحاق العظيم أو الانسحاق الشديد أو السحق الأعظم أو الضربة الاهتزازية (بالإنجليزية: Big Crunch)‏ في علم الكونيات المادية عكس عملية الانفجار العظيم، هي أحد السيناريوهات المحتملة لمصير الكون، والتي تفرض أن التوسع الحاصل للكون بسبب طاقة الانفجار العظيم ستتبدد وتنتهي بعد مدة من الزمان وستبدأ طاقة الجذب المركزية في لملمة أطراف الكون إلى أن يعود كتلة واحدة صغيرة في الحجم عالية الكثافة والكتلة.

## التفسير
يتوقع العلماء أن سرعة توسع الكون تتباطئ مع الزمن، إذ تشير الحسابات الرياضية إلى أن التمدد بعد الانفجار العظيم كان بمعدلات أعلى بكثبر مما هي عليه الآن، ومع تباطؤ سرعة التوسع ستتفوق قوة الجاذبية على قوة الدفع إلى الخارج فيؤدي ذلك إلى اندفاع المجرات و المادة و الطاقة نحو مركز مفترض للكون، كذلك يتجمع الزمكان في هذه النقطة فتنحسر الأبعاد وتتجمع في نقطة واحدة متناهية في الصغر يعود الكون إلى الحالة الأولى.